# Varacosa parthenus
Varacosa parthenus là một loài nhện trong họ Lycosidae.
Loài này thuộc chi Varacosa. Varacosa parthenus được Ralph Vary Chamberlin miêu tả năm 1925.